# Награды Кот-д’Ивуара
Наградная система Кот-д’Ивуара начала складываться вскоре после получения бывшей колонией статуса автономной республики в составе Французского Союза.
Первой наградой Кот-д’Ивуара стала учреждённая 10 февраля 1960 года медаль Национальных заслуг (изначально называлась медаль Заслуг Республики Кот-д’Ивуар).
После обретения полной государственной независимости в августе 1960 года началось активное формирование государственной наградной системы. Примером, как и во многих других бывших французских колониях, послужила наградная система Франции дореформенного образца.
10 декабря 1960 года был учреждён Национальный орден Республики Кот-д’Ивуар, в 5 степенях, ставший высшей наградой государства. В течение последующих двух десятилетий было учреждено 6 ведомственных орденов и несколько почётных медалей.
В 1970 году вместо медали Национальных заслуг был учреждён орден Заслуг Кот-д’Ивуара, ставший вторым национальным орденом.
Следующий виток формирования наградной системы произошёл в конце 1980-х — начале 1990-х годов, когда были учреждены 3 новых ведомственных ордена.
Последней по времени создания стала серия военных наград: орден Заслуг в обороне и несколько медалей, учреждённых в 2005 году, как следствие разразившейся в стране гражданской войны. До этого времени военнослужащим страны приходилось довольствоваться только одной медалью Вооружённых сил.
В 2015 году появилась новая ведомственная награда — орден Коммуникационных заслуг.

## Награды Кот-д’Ивуара
| Лента | Награда | Дата учреждения                              | Примечания |
| ----- | --- | -------------------------------------------- | --- |
|       | Национальный орден Республики Кот-д’Ивуар (фр. l'Ordre national de la République de Côte d'Ivoire)               | 10 декабря 1960 года                         | В 5 степенях. В качестве особого отличия жалуется цепь. Высший орден государства. Для награждения за особые заслуги перед государством и нацией. К ордену могут быть представлены и иностранцы.                       |
|       | Орден Заслуг Кот-д’Ивуара (фр. l'Ordre du mérite ivoirien)                                                       | 11 сентября 1970 года                        | В 5 степенях. Второй по старшинству орден. Для награждения за отличия в государственной гражданской и военной службе.                                                                                                 |
|       | Орден Заслуг в национальном образовании (фр. l'Ordre du mérite de l'education nationale)                         | 16 января 1962 года                          | В 3 степенях (командор, офицер, кавалер). Ежегодная квота награждений: 5 командоров, 25 офицеров, 50 кавалеров. |
|       | Орден Здравоохранения (фр. l'Ordre de la santé publique)                                                         | 29 июня 1962 года                            | В 3 степенях (командор, офицер, кавалер). Для награждения за достижения в оказании медицинской помощи, в развитии гигиены, в защите прав ребёнка, в ликвидации эпидемий.                                              |
|       | Орден Сельскохозяйственных заслуг (фр. l'Ordre du mérite agricole)                                               | 16 апреля 1964 года                          | В 3 степенях (командор, офицер, кавалер). Для награждения за достижения в развитии сельского хозяйства, земледелия и животноводства.                                                                                  |
|       | Орден Спортивных заслуг (фр. l'Ordre du mérite sportif)                                                          | 2 июня 1967 года                             | В 3 степенях (командор, офицер, кавалер). Для награждения за достижения в развитии физической культуры и спорта. |
|       | Орден Почтовых и телекоммуникационных заслуг (фр. l'Ordre du mérite des postes et télécommunications)            | 18 декабря 1973 года                         | В 3 степенях (командор, офицер, кавалер). |
|       | Орден Культурных заслуг (фр. l'Ordre du mérite culturel)                                                         | 27 марта 1979 года                           | В 3 степенях (командор, офицер, кавалер). |
|       | Орден Шахтёрских заслуг (фр. l'Ordre du mérite des mines)                                                        | 25 октября 1989 года                         | В 3 степенях (командор, офицер, кавалер). |
|       | Орден Морских заслуг (фр. l'Ordre du mérite maritime)                                                            | 2 ноября 1989 года                           | В 3 степенях (командор, офицер, кавалер). |
|       | Орден Заслуг в гражданской службе (фр. l'Ordre du mérite de la fonction publique)                                | 11 декабря 1991 года                         | В 3 степенях (командор, офицер, кавалер). |
|       | Орден Заслуг в обороне (фр. l'Ordre du mérite de la défense)                                                     | 12 мая 2005 года                             | В 3 степенях (командор, офицер, кавалер). |
|       | Орден Коммуникационных заслуг (фр. l'Ordre du mérite de la communication)                                        | 13 мая 2015 года                             | В 3 степенях (командор, офицер, кавалер). |
|       | Медаль Национальных заслуг (упразднена) (фр. la Médaille du mérite national)                                     | 10 февраля 1960 года — 11 сентября 1970 года | В 3 степенях. Для награждения за отличия в государственной гражданской и военной службе. Отменена при учреждении ордена Заслуг Кот-д’Ивуара. За награждёнными сохранены право ношения медали и все положенные льготы. |
|       | Почётная медаль Труда (фр. la Médaille d'honneur du travail)                                                     | 9 февраля 1963 года                          | В 4 степенях (большая золотая, золотая, позолоченная, серебряная). Для награждения за выслугу определённого числа лет трудового стажа (35, 30, 25 и 15 лет).                                                          |
|       | Почётная медаль Полиции (фр. la Médaille d'honneur de la police)                                                 | 2 февраля 1968 года                          | В 2 степенях. Высшая степень дополнительно отмечается серебряной пальмовой ветвью на ленте. |
|       | Почётная медаль Почт и телекоммуникаций (упразднена) (фр. la Médaille d'honneur des postes et télécommunication) | 22 декабря 1969 года — 18 декабря 1973 года  | Отменена при учреждении ордена Почтовых и телекоммуникационных заслуг. |
|       | Почётная медаль Таможенной службы (фр. la Médaille d'honneur des douanes)                                        | 7 октября 1970 года                          | В 3 степенях. |
|       | Медаль «За спасение» (Медаль Спасателя) (фр. la Médaille de sauvetage)                                           | 23 сентября 1978 года                        | В 3 степенях (золотая, серебряная, бронзовая). Для награждения за спасение погибавших, с угрозой для жизни. |
|       | Медаль Вооружённых сил (Армейская медаль) (фр. la Médaille des forces armées)                                    |                                              | Для награждения военнослужащих за достижения в службе и выслугу лет. |
|       | Медаль Жертв войны (фр. la Médaille des victimes de guerre)                                                      | 12 мая 2005 года                             | |
|       | Медаль «За кампанию» (фр. la Médaille de campagne)                                                               | 12 мая 2005 года                             | |
|       | Медаль Командования (фр. la Médaille de commandement)                                                            | 12 мая 2005 года                             | |
|       | Медаль «За храбрость» (фр. la Médaille de bravoure)                                                              | 12 мая 2005 года                             | |
|       | Медаль Превосходства (фр. la Médaille d'excellence)                                                              | 12 мая 2005 года                             | |